# 両崖山
両崖山（りょうがいさん）は、栃木県足利市にある標高251mの山。足利城跡でもある。市街(旧足利町)を象徴する山であり、旧足利市歌にも登場する。

## 概要
両崖山は、恋人の聖地にもなっている織姫神社から、日本三毘沙門天の最勝寺や大岩山、また関東百名山に選定されている行道山へと縦走できる中継地となっている。また、天狗山へと周回するコースの拠点にもなっている。
両崖山の山頂は足利城跡にもなっており、山頂部が本丸跡で、三方の尾根に作られた段郭と堀切などからなっており、かつての城の名残をとどめている。頂上には御嶽神社が鎮座する。
平安時代後期の天喜2年（1054年）藤姓足利氏の初代足利成行が築城し、5代120年間使われた。その後、戦国時代には、足利長尾氏三代の長尾景長が岩井山城から足利城に移り、修築したが、天正18年（1590年）小田原北条氏に味方した六代の長尾顕長の没落とともに廃城となった。
山頂にはタブノキ自生樹が六本ある。タブノキはクスノキ科の常緑広葉樹で暖帯林のものである。以前はこの辺り一帯に自生していたようだが、度々の伐採のためほとんどなくなっており、僅かに六本残っているだけである。樹齢は約200〜250年と推定され、暖帯林の北限に自生の姿をとどめているものとして貴重である
両崖山を北上すると大岩トンネル上から北関東自動車道を眺めることができる。
2021年（令和3年）2月21日午後、山頂付近で山林火災が発生した。強風の影響もあり消火活動は難航したが、3月15日に鎮火が発表された。焼失した山林は約167ヘクタールに達した。その後の調査で火災の原因がたばこであると推定されたことから、2022年（令和4年）3月24日、足利市議会は「足利市の美しい山林を火災から守る条例」を可決した。

## 登山
織姫神社から約1時間程度で登ることができ、最勝寺へも約1時間程度で縦走できる。コースは関東ふれあいの道にもなっている。山頂手前は急峻な斜面となっているので、注意が必要である。

## ギャラリー

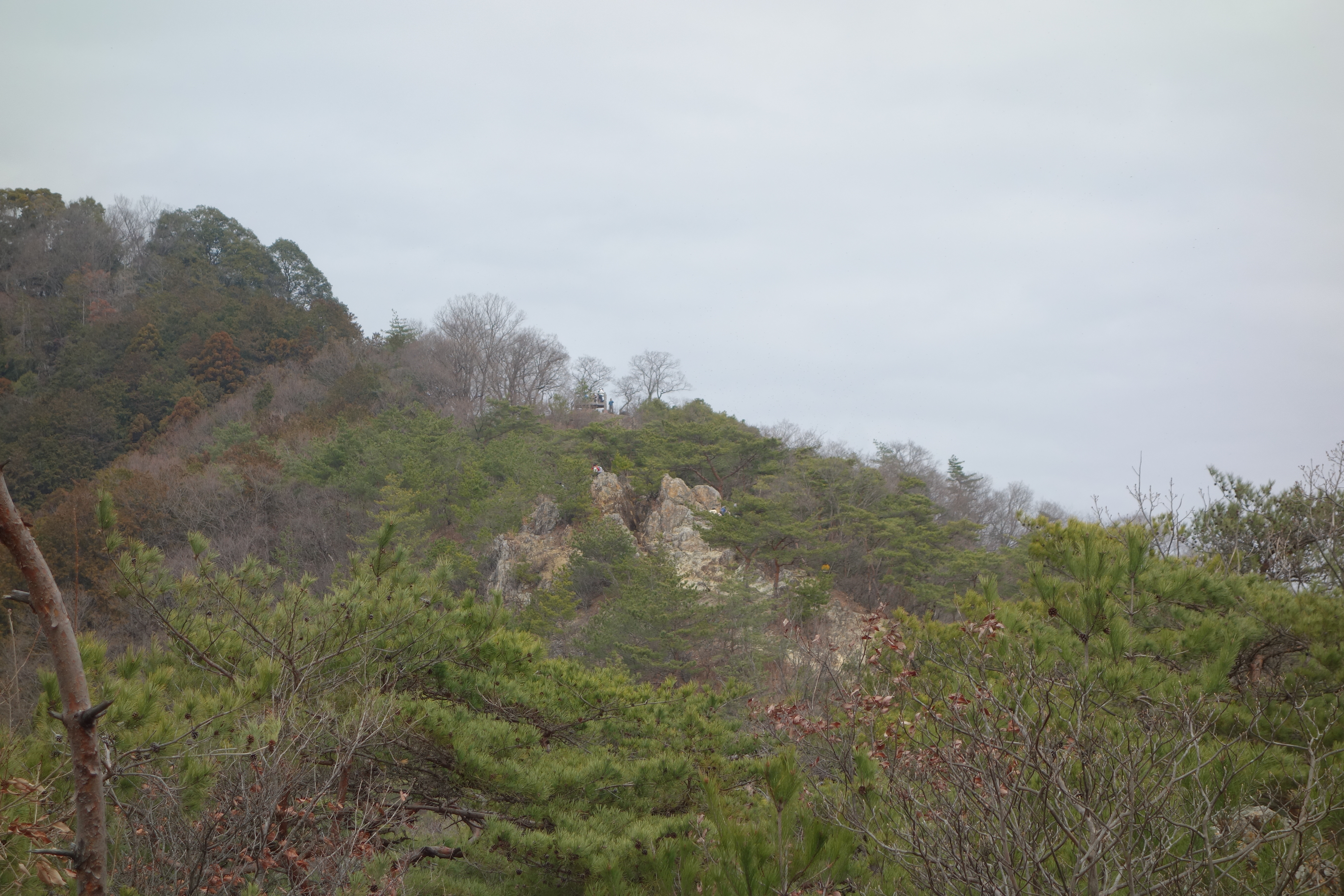
両崖山の急峻な斜面
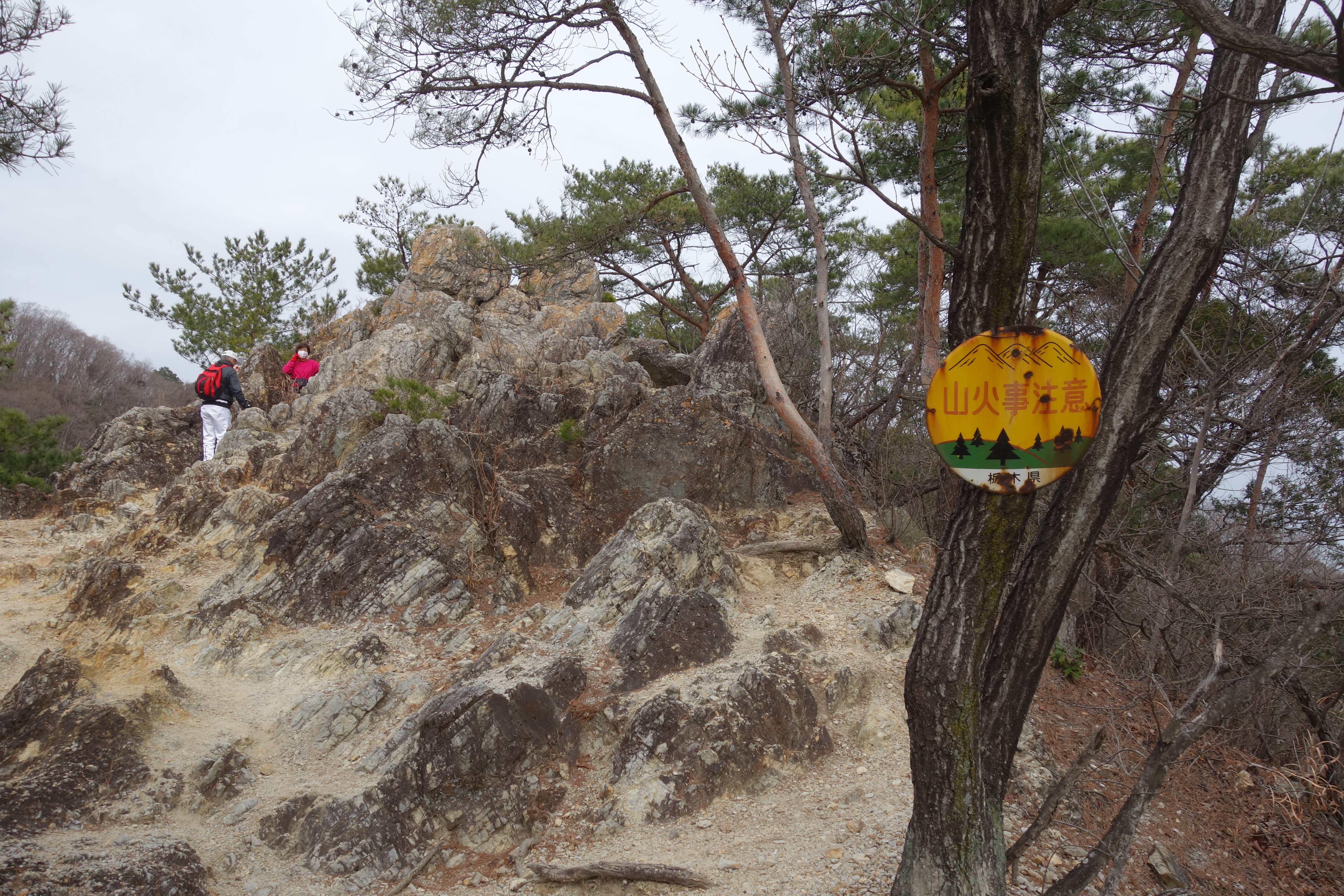
両崖山手前の山火事注意の看板
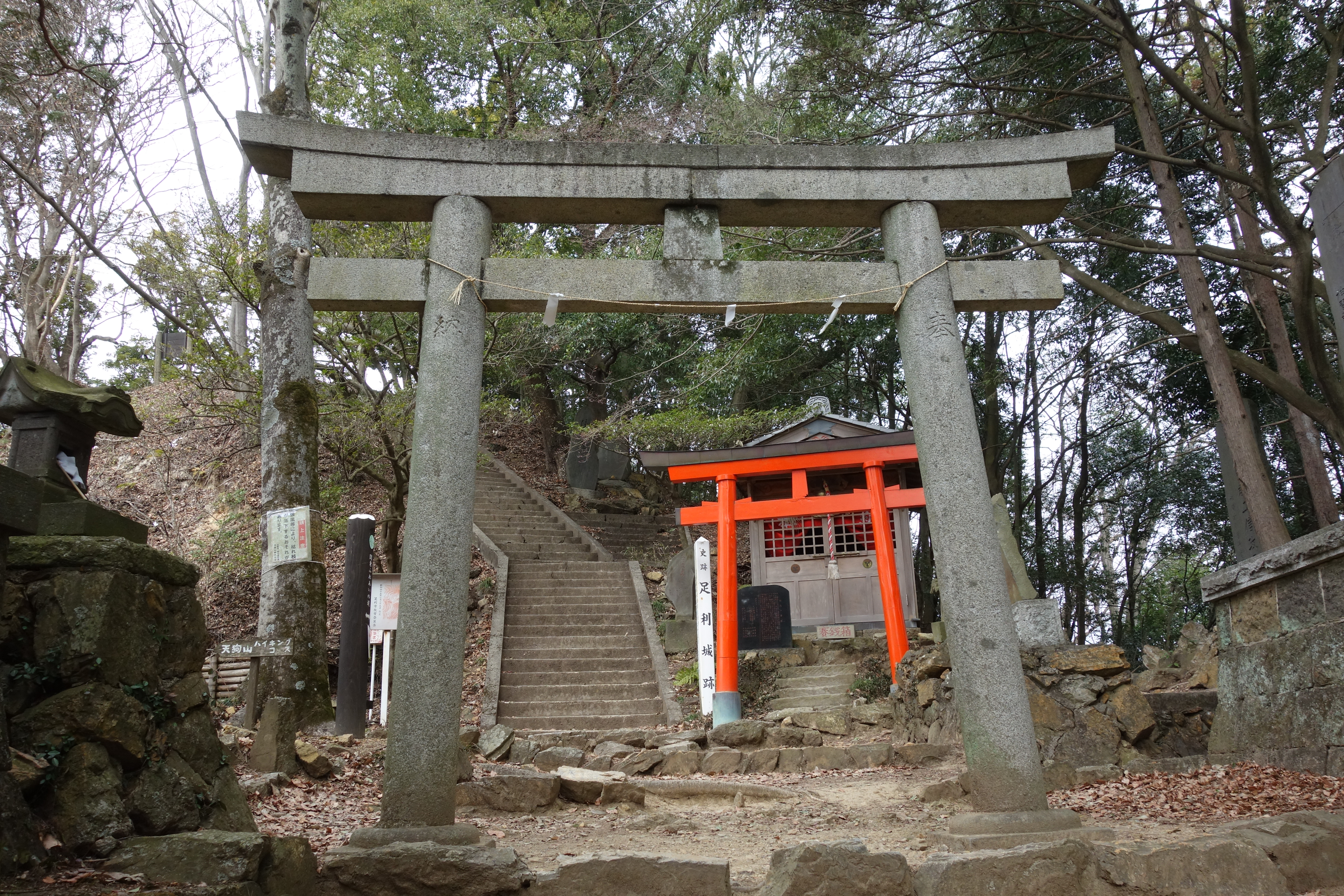
両崖山の鳥居
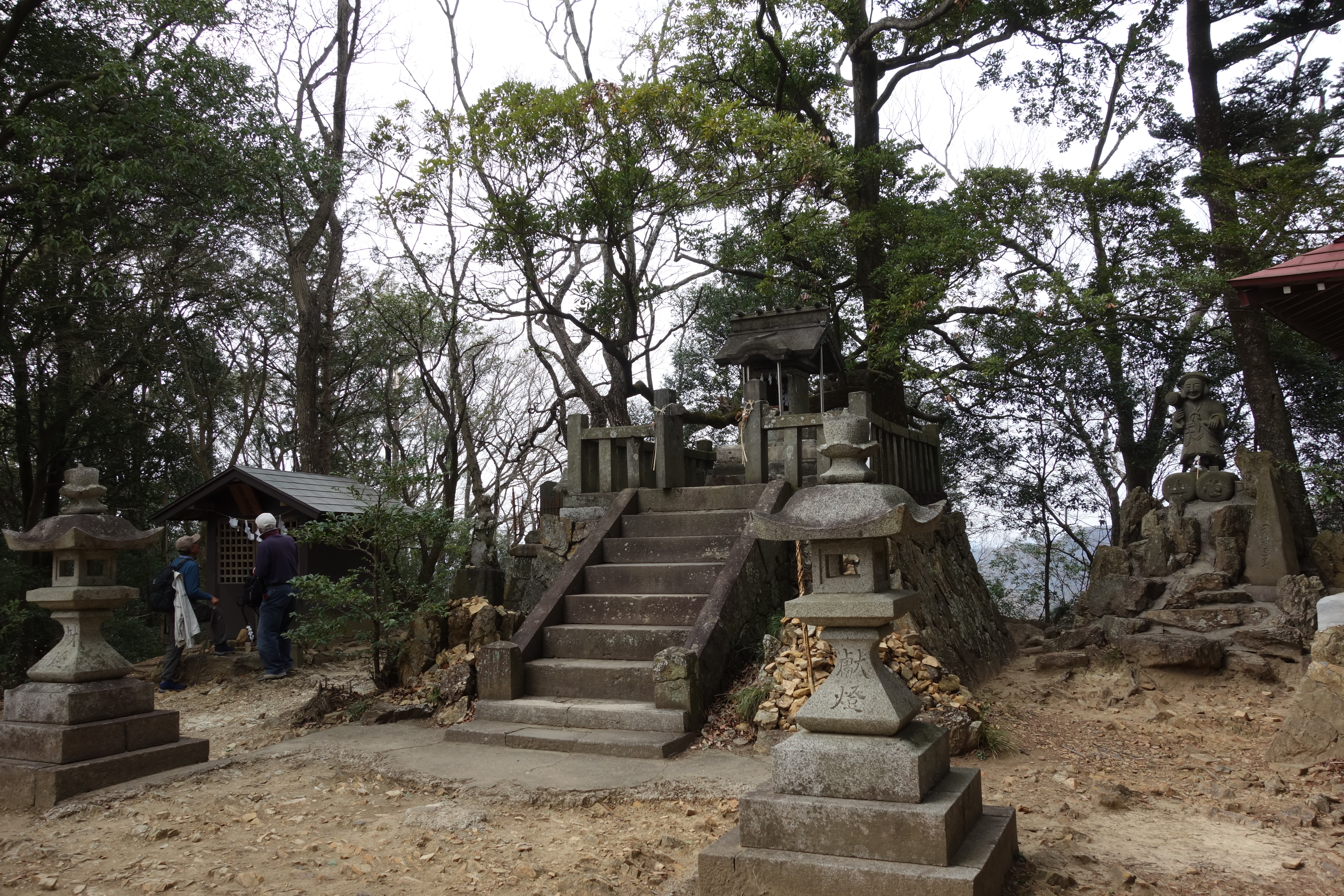
両崖山山頂の御嶽神社
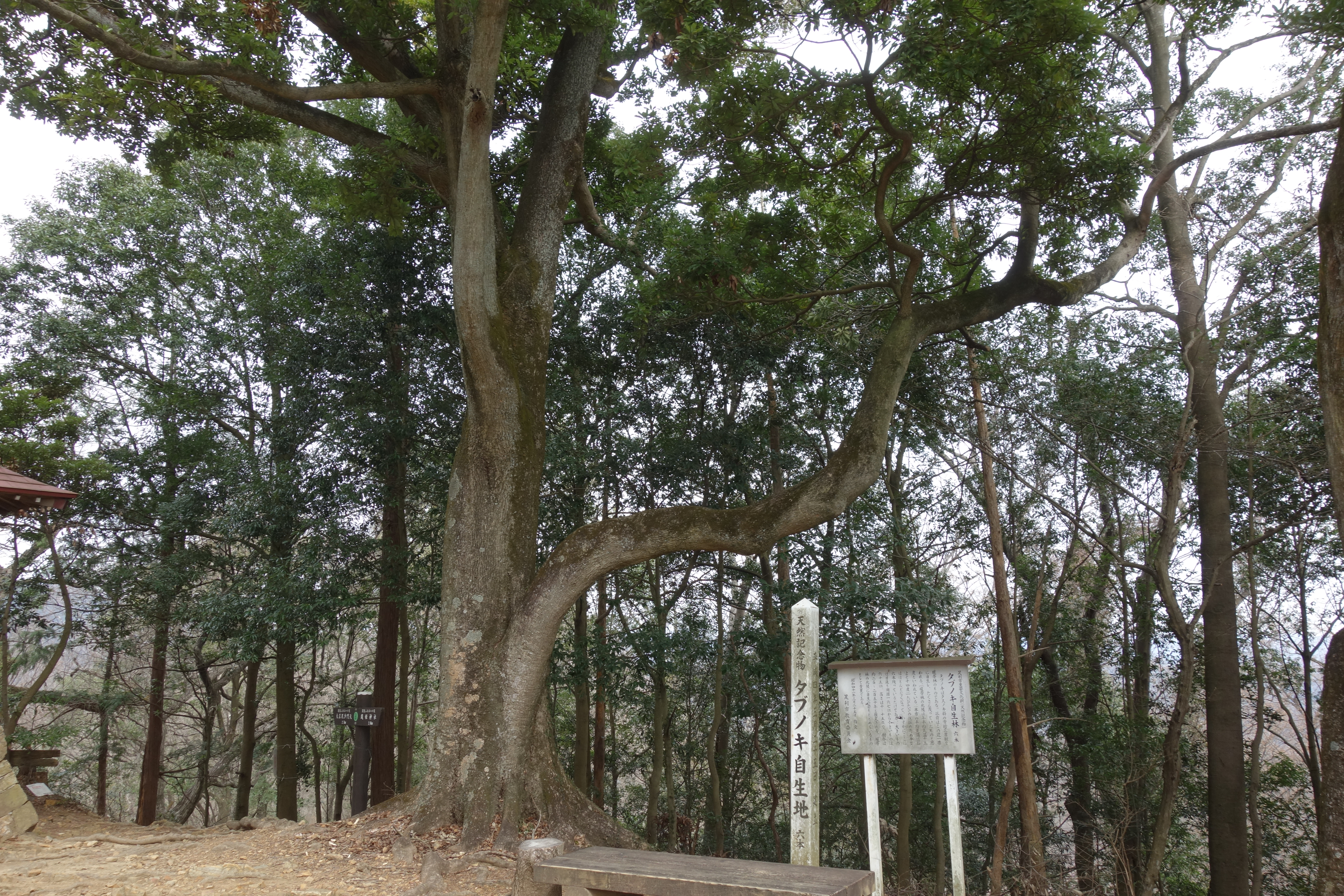
両崖山山頂のタブノキ
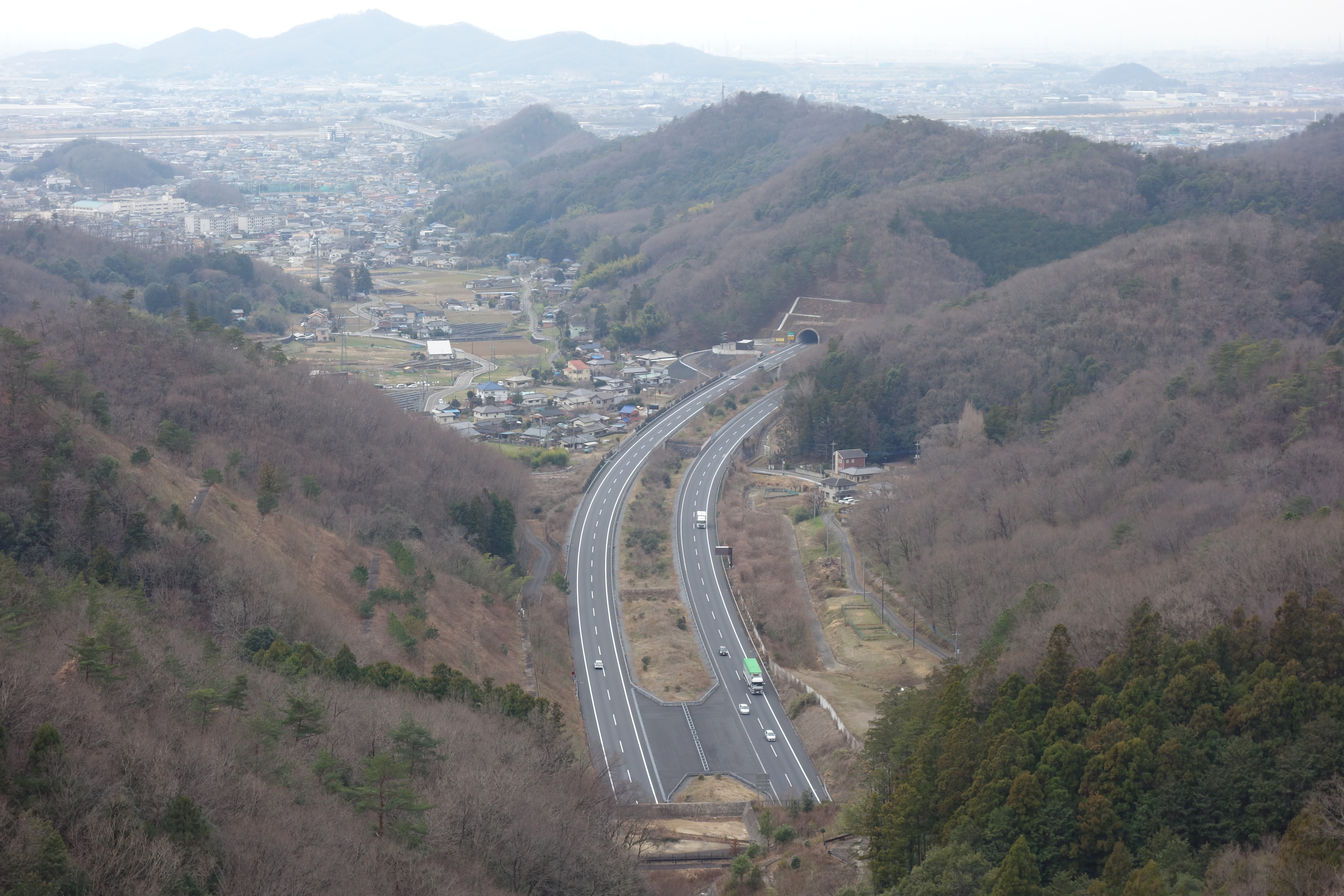
大岩トンネル上から見た北関東自動車道